# À chacun sa mort
À chacun sa mort (titre original : The Way Some People Die) est un roman noir américain de Ross Macdonald paru en 1951. C'est le troisième roman de la série ayant pour héros le détective privé Lew Archer. 

## Résumé
Dans sa maison décrépite, Mrs. Samuel Lawrence convoque le détective privé Lew Archer et lui propose un maigre cinquante dollars pour qu'il retrouve en un jour sa fille Galatea, une infirmière de métier, disparue depuis deux mois. Peu avant sa disparition, Galley était chargée de prodiguer des soins au malfrat Herman Speed et elle s'est liée à un autre gangster, Joe Tarantine, propriétaire d'une arène de boxe et trafiquant d'héroïne. Bien qu'il se doute que l'affaire ne lui rapportera pas beaucoup, Archer accepte de se charger de l'enquête après avoir vu une photo de la ravissante nurse et un peu par pitié pour la mère, persuadée que sa fille court de graves dangers.
Peu après avoir amorcé son enquête, qui le conduit de Los Angeles aux bouges de San Francisco en passant par les belles villas de Palm Springs, Archer reçoit une offre de cinq mille dollars d'un gros ponte de la mafia pour retrouver Joe Tarantine, dont Galley est devenue l'épouse. Aux termes de l'enquête, il aura compris qu'un visage d'ange peut revêtir une âme damnée.

## Éditions
Édition originale américaine
- (en) Ross Macdonald, The Way Some People Die, New York, Knopf, 1951 (OCLC 1739059)

Éditions françaises
- (fr) Ross Macdonald (auteur) et Igor B. Maslowski (traducteur), À chacun sa mort [« The Way Some People Die »], Paris, Presses de la Cité, coll. « Un mystère no 172 », 1954, 223 p. (BNF 32403295)
- (fr) Ross Macdonald (auteur) et Igor B. Maslowski (traducteur), À chacun sa mort [« The Way Some People Die »], Paris, Presses Pocket, coll. « Presses Pocket no 1078 », 1974, 188 p. (BNF 35150229)
- (fr) Ross Macdonald (auteur) et Igor B. Maslowski (traducteur), À chacun sa mort [« The Way Some People Die »], Paris, J'ai lu, coll. « J'ai lu. Policier no 1959 », 1986, 219 p. (ISBN 2-277-21959-2, BNF 34867789)
- (fr) Ross Macdonald (auteur) et Igor B. Maslowski (traducteur) (trad. de l'anglais), À chacun sa mort [« The Way Some People Die »], Paris, 10/18, coll. « Grands détectives no 3081 », 1999, 253 p. (ISBN 2-264-02842-4, BNF 37211474)
- (fr) Ross Macdonald (auteur) et Jacques Mailhos (traducteur) (trad. de l'anglais), À chacun sa mort [« The Way Some People Die »], Paris, Éditions Gallmeister, coll. « Totem no 29 », 2013, 300 p. (ISBN 978-2-35178-529-4, BNF 43585472) Cette dernière traduction est la seule à donner le texte intégral auparavant largement tronqué dans la traduction française.

## Sources
- Jean Tulard, Dictionnaire du roman policier : 1841-2005. Auteurs, personnages, œuvres, thèmes, collections, éditeurs, Paris, Fayard, 2005, 768 p. (ISBN 978-2-915793-51-2, OCLC 62533410), p. 13 (Notice À chacun sa mort).